# Distrikt Amantaní

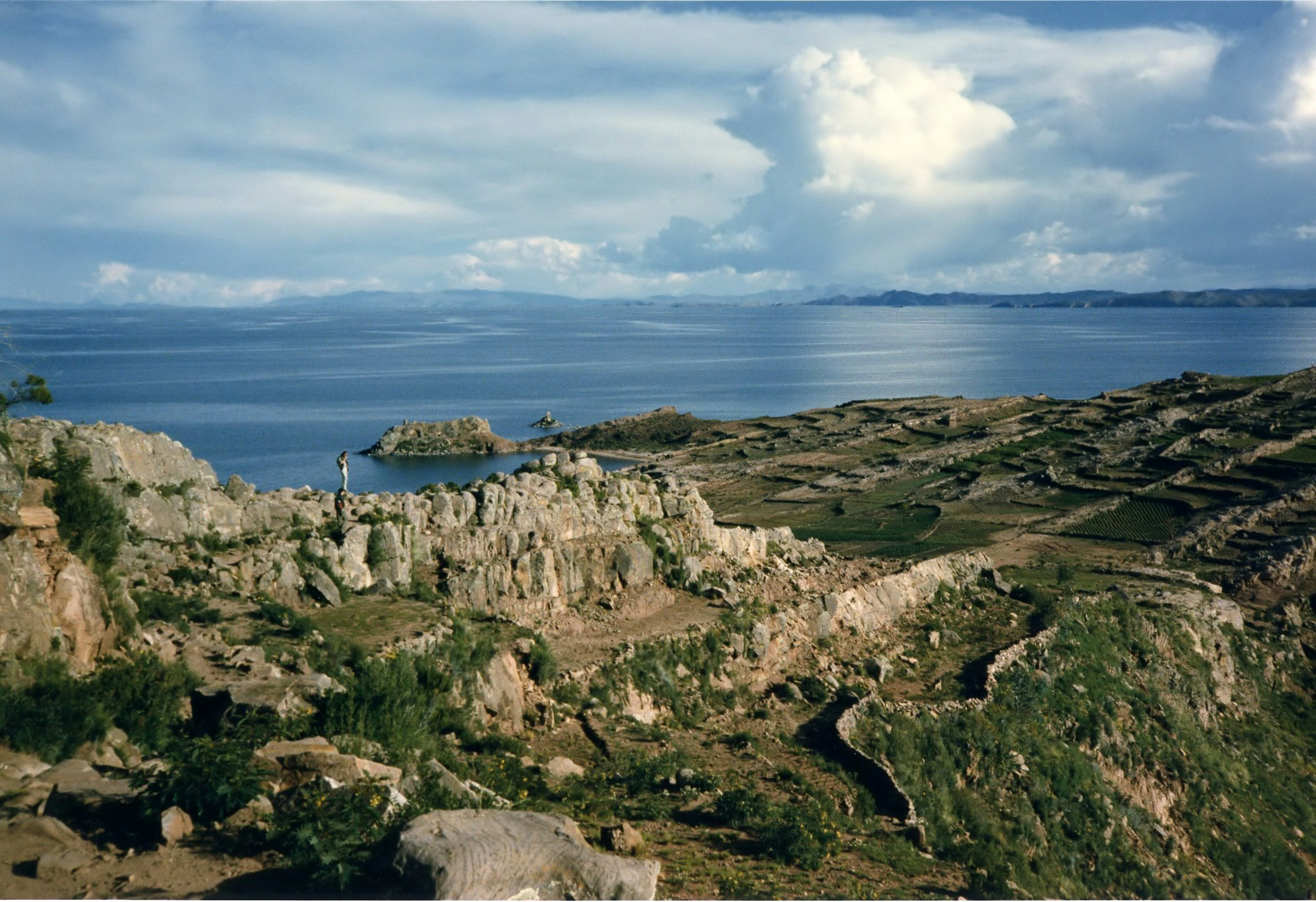
Isla de Taquile

Der Distrikt Amantaní liegt in der Provinz Puno in der Region Puno im Süden Perus. Der Distrikt wurde am 9. April 1965 gegründet. Er besteht aus den beiden Inseln Amantaní und Taquile, die vor dem Westufer des Titicacasees gelegen sind. Der Distrikt besitzt eine Fläche von 13,7 km². Beim Zensus 2017 wurden 3557 Einwohner gezählt. Im Jahr 1993 lag die Einwohnerzahl bei 3913, im Jahr 2007 bei 4255. Sitz der Distriktverwaltung ist die 3854 m hoch gelegene Ortschaft Amantaní mit 420 Einwohnern (Stand 2017). Amantaní befindet sich 39 km nordöstlich der Regions- und Provinzhauptstadt Puno.